# Kostel svatého Petra a Pavla (Horní Prysk)
Kostel svatého Petra a Pavla je barokní jednolodní kostel postavený v letech 1718–1721 a náležející pod Římskokatolickou farnost v Horním Prysku .
V obci Horní Prysk je chráněn spolu se zvonicí a márnicí jako kulturní památka České republiky.

## Historie

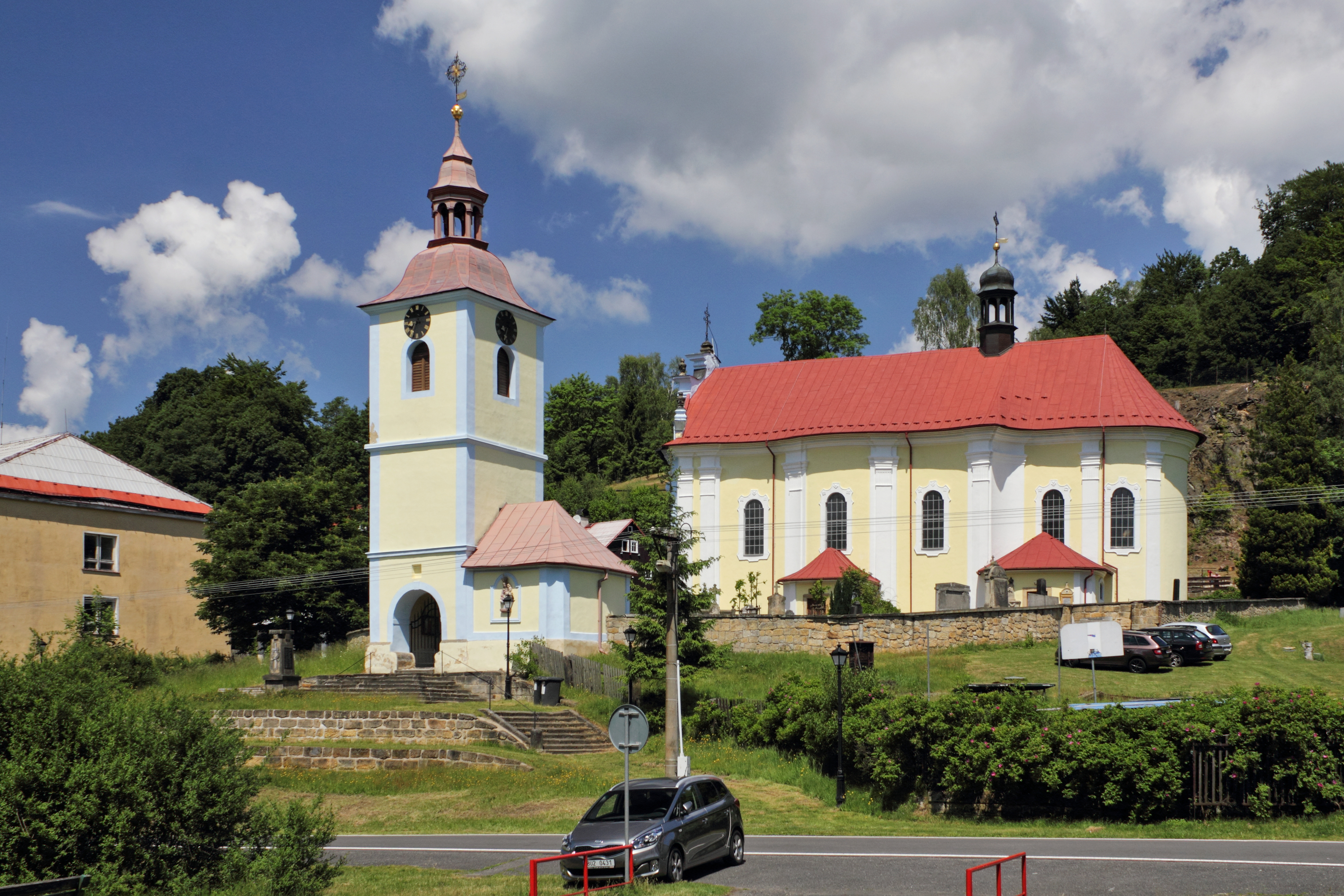
Celkový pohled na kostel a zvonici v Horním Prysku

Kostel byl postaven architektem a stavitelem Petrem Pavlem Columbanim v letech 1718 až 1721.
Od roku 1958 je areál s barokním kostelem zapsán v celostátním seznamu kulturních památek pod číslem 33009/5-3233.
V roce 2012 se s pomocí místního Sdružení za záchranu kostela, farnosti i vedení obce podařilo zchátralou stavbu zrenovovat. Kostel prošel celkovou rekonstrukcí a byl 23. června 2014 slavnostně vysvěcen litoměřickým biskupem Janem Baxantem.

## Areál
Do chráněného areálu náleží i starší stavba hřbitova se zvonicí z roku 1680 stojící mimo kostel a také márnice z roku 1722. Na vstupu do areálu je brána s křížovou klenbou. Zvon je ještě starší, z roku 1651.